# Oakland-Wawanesa
Oakland-Wawanesa es un municipio canadiense situado en la provincia de Manitoba.

## Superficie
Oakland-Wawanesa tiene una superficie de 578,82 km².

## Demografía
En 2021, tenía 1758 habitantes, una densidad poblacional de 3 hab./km², y 670 viviendas.